# 空杯丽葡萄螺
空杯丽葡萄螺（学名：Lamprohaminoea cymbalum）为阿地螺科丽葡萄螺属的动物。分布于毛里求斯、新喀里多尼亚、西-南太平洋、日本以及中国大陆的浙江、广东等地，属于暖水性种类。其常栖息于潮间带低潮线海藻间。